# Tajthy Tamás
Tajthy Tamás (Miskolc, 1991. augusztus 29. –) magyar labdarúgó. A Győrbe igazolása után súlyosan megsérült, így csak a szezon második felében játszhatott.[forrás?] Az ETO-val feljutott a másodosztályba.